# Наш ответ Чемберлену
«Наш ответ Чемберлену» — лозунг, появившийся в связи с нотой британского правительства советскому от 23 февраля 1927 года за подписью британского министра иностранных дел Джозефа Остина Чемберлена и последовавшей в ответ кампанией.
Иносказательно о решении, акции, плане, которые считаются достойным ответом на действия противника, недоброжелателя, конкурента.

## История
В ноте Остина Чемберлена содержалось требование к СССР прекратить «антибританскую пропаганду» и военную поддержку революционного гоминьдановского правительства в Китае. 27 февраля 1927 года в «Правде» вышла статья под названием «Наш ответ на британскую ноту», а 2 марта там же — заметка, озаглавленная «Привет Кантону! Вот наш ответ Чемберлену!».
9 июня ОСОАВИАХИМ организовал под этим названием фонд для сбора средств на оборону СССР и строительство воздушного флота. Так же была названа одна из построенных тогда эскадрилий (ещё одна — «Ультиматум», в ответ на ультиматум лорда Керзона 1923 года), танковая колонна и другие.

Дави Империализма Гиену

Могучий Рабочий Класс!

Вчера были танки лишь у Чемберлена,

А нынче есть и у нас!
— Из лозунгов Первомайской демонстрации 1927 г.

## В культуре и искусстве
- У Ильфа и Петрова в романе «Двенадцать стульев» в качестве одного из возможных планов Остапа Бендера упоминается «распространение ещё не написанной, но гениально задуманной картины „Большевики пишут письмо Чемберлену“, по популярной картине художника Репина: „Запорожцы пишут письмо турецкому султану“». В реальности существовала карикатура в журнале «Красный перец» № 6 за 1923 год, с. 7, под названием «Большевики, пишущие ответ аглицкому керзону» изображавшая лидеров СССР в позах, аналогичных репинским казакам и писавших письмо лорду Керзону в ответ на его ноту[2].
- Картинка «самолета с кукишем вместо пропеллера» на коробке спичек, упомянутая в «Золотом телёнке», отношения к данной фразе не имеет: та этикетка была подписана «Ответ Керзону». Тем не менее, в экранизации «Золотого телёнка» 1968 года Шура Балаганов действительно произносит эту фразу в своей «речи» на могиле Паниковского.
- Когда в 1962 году против СССР, в связи с Карибским кризисом, ввели экономические санкции, и, в частности, Германия перестала поставлять трубы большого диаметра, на Челябинском трубопрокатном заводе «в ответ» начали выпуск таких труб. На первой из них мелом рабочие написали: «П…ц тебе, Аденауэр!», но потом изменили на более метафоричное «Труба тебе, Аденауэр!»[3].
- В трёхсерийном художественном фильме Джек Восьмёркин — «американец» (1986) (по одноименной повести Николая Смирнова) комическое несоответствие доводится до абсурда. Председатель местной коммуны на собрании коммуны: «Критику?!… развивать надо. Вот я и хочу сказать. Про Чемберлена. Товарищи! Вот уже две недели как мы послали этому реакционеру протокол нашего собрания с резолюцией и требованием, а он делает вид, что ничего не произошло».

### В современной культуре
- Александр Розенбаум написал песню «Брайтон»[4] с альтернативным названием «Наш ответ Чемберлену», под которым её исполнял Вилли Токарев.
- Владимир Ареховский (группы «Северное Сияние», «Нюрнберг»; Минск) написал в 1997 году песню «Наш ответ Чемберлену» (другое название «Жить стало лучше»).
- В городе Брянске (Россия) существует поп-рок группа «Ответ Чемберлену»[5].
- На одной из местных радиостанций г. Черкассы (Украина) в рамках еженедельного теле-радио шоу SOUNDЧе рубрика «Наша відповідь Чемберлену».
- Петербургская альтернативная группа «Jane Air» в песне 2002 года «Drugdealer» использует фразу «…ответ Чемберлену».
- В репертуаре группы ЧФР есть песня «Наш ответ Чемберлену»[6].
- Словесную перепалку в ходе телефонного разговора министра иностранных дел России Сергея Лаврова с британским коллегой Дэвидом Милибэндом 13 августа 2008 года по проблеме войны в Грузии некоторые российские средства массовой информации, по аналогии с «Нашим ответом Чемберлену», окрестили «Наш ответ Милибэнду»[7]. Согласно неподтвержденной информации, в ходе разговора Лавров, возмущённый поддержкой Милибэндом позиций президента Грузии Михаила Саакашвили резко сказал следующее: «Да кто ты б… такой, чтобы мне лекции читать»[8]. Позже эту информацию опроверг Милибэнд: «… это неправда, что он назвал меня „долбанным“ и так далее»[9]. Лавров прокомментировал данный телефонный разговор следующим образом: "Милибэнд не только отказался признать факт нападения грузинской армии на спящий Цхинвал, но и всячески выгораживал Михаила Саакашвили, как «большого демократа». Дабы ознакомить Милибэнда с несколько иной оценкой, пришлось рассказать ему о характеристике, которую дал Михаилу Саакашвили в разговоре со мной наш коллега из одной европейской страны. Эта характеристика звучала так: «F…ing lunatic», «долбанный псих»[7].